# Libanon op de Olympische Zomerspelen 1948
Libanon debuteerde op de Olympische Zomerspelen tijdens de Olympische Zomerspelen 1948 in Londen, Engeland. Er werden nog geen medailles gewonnen.

## Deelnemers en resultaten

### Boksen
| Olympiër      | Discipline | Resultaat | Prestatie                             |
| ------------- | ---------- | --------- | ------------------------------------- |
| Michel Ghaoui | -58kg (m)  | 17e       | 1ste ronde: V van CHI Vidella: punten |

### Schietsport
| Olympiër     | Discipline              | Resultaat | Prestatie  |
| ------------ | ----------------------- | --------- | ---------- |
| Salem Salam  | 50m geweer liggend (m)  | 70e       | 544 punten |
| Khalil Hilmi | 50m pistool (m)         | 50e       | 331 punten |
| Khalil Hilmi | 25m snelvuurpistool (m) | 57e       | 423 punten |

### Worstelen
| Olympiër             | Discipline  | Resultaat   | Prestatie |
| Vrije stijl          | Vrije stijl | Vrije stijl | Vrije stijl |
| -------------------- | ----------- | ----------- | --- |
| Abou Rejaile Bechara | -67kg (m)   | 17e         | 1ste ronde: V van KOR Kim |
| Grieks-Romeins       |             |             | |
| Abdallah Sidani      | -52kg (m)   | 10e         | 1ste ronde: V van FRA Faure: 1-2 2de ronde: V van ARG Varela |
| Safi Taha            | -62kg (m)   | 6e          | 1ste ronde: W van LUX Strasser 2de ronde: W van FRA Merle: 3-0 3de ronde: V van AUT Weidner 4de ronde: V van ITA Campanella                                                                                |
| Safi Taha            | -67kg (m)   | 4e          | 1ste ronde: W van ARG Rosado 2de ronde: W van DEN Kurland: 3-0 3de ronde: W van TUR Şenol: 3-0 4de ronde: W van GRE Petmezas: 3-0 5de ronde: V van NOR Eriksen: 0-3 bronzen finale: V van HUN Ferencz: 1-3 |
| Ibrahim Mahgoub      | -87kg (m)   | 11e         | 1ste ronde: V van DEN Lauridsen: 0-3 |

Afghanistan · Argentinië · Australië · België · Bermuda · Birma · Brazilië · Brits-Guiana · Canada · Ceylon · Chili · Colombia · Cuba · Denemarken · Egypte · Filipijnen · Finland · Frankrijk · Griekenland · Groot-Brittannië · Hongarije · Ierland · IJsland · India · Irak · Iran · Italië · Jamaica · Joegoslavië · Libanon · Liechtenstein · Luxemburg · Malta · Mexico · Monaco · Nederland · Nieuw-Zeeland · Noorwegen · Oostenrijk · Pakistan · Panama · Peru · Polen · Portugal · Puerto Rico · Republiek China · Singapore · Spanje · Syrië · Trinidad en Tobago · Tsjecho-Slowakije · Turkije · Uruguay · Venezuela · Verenigde Staten · Zuid-Afrika · Zuid-Korea · Zweden · Zwitserland